# Nitidula carnaria
Nitidula carnaria – gatunek chrząszcza z rodziny łyszczynkowatych i podrodziny Nitidulinae. Zamieszkuje palearktyczną Eurazję i Makaronezję, a ponadto zawleczony został do obu Ameryk.

## Taksonomia
Gatunek ten opisany został po raz pierwszy w 1783 roku przez Johanna Gottlieba Schallera pod nazwą Silpha carnaria. W obrębie rodzaju Nitidula zaliczany jest do grupy gatunków carnaria, obejmującej także N. maculosa i N. obenbergeri.

## Morfologia

### Owad dorosły
Chrząszcz o lekko wypukłym, w zarysie podługowato-owalnym ciele długości od 1,6 do 4,4 mm. Wierzch ciała jest brunatny z rdzawym, rdzawożółtym lub bladożółtym wzorem na pokrywach, typowo obejmującym kilka plam; zazwyczaj plamy te są rozmyte, nieodcięte wyraźnie od tła. Owłosienie pokryw jest na tle czarniawe, a na plamach białawożółte. Długość czułków jest mniejsza niż szerokość głowy mierzona na wysokości oczu, a ich człony czwarty i piąty są zawsze tak szerokie jak długie. Przednia krawędź przedplecza jest prawie ścięta, przednie jego kąty niewystające ku przodowi, a krawędzie boczne nie są rozpłaszczone. Punktowanie na przedpleczu staje się ku bokom gęstsze i grubsze, ale nie przekształca się w mikrosiateczkowanie o formie plastra miodu. U samców przedplecze jest słabiej sklepione, słabiej ku przodowi zwężone i znacznie bardziej matowe niż u samic. Krawędzie boczne przedplecza i pokryw są delikatnie orzęsione. Dla patrzącego od góry krawędzie pokryw nie są widoczne w całości, a jeżeli już widać całą ich długość, to są nadzwyczaj wąskie. W kątach barkowych nie ma ząbka – są one zaokrąglone. Przedpiersie ma szeroko V-kształtną wierzchołkową krawędź wyrostka międzybiodrowego. Odnóża pary przedniej i środkowej mają golenie u samców rozszerzone mocniej niż u samic. Odwłok samca ma prawie ściętą wierzchołkową krawędź ósmego tergitu. Genitalia cechują się półtorakrotnie dłuższym niż szerokim tegmenem o prawie równoległych bokach i zaokrąglonym szczycie. Edeagus ma ponaddwukrotnie dłuższy niż szeroki, najszerszy pośrodku i stamtąd w obu kierunkach zwężony płat środkowy o gwałtownie zagiętej części szczytowej.

### Larwa
Dokładnie opisane zostało tylko ostatnie stadium larwalne. Osiąga ono od 3,5 do 4,1 mm długości ciała i około 0,5 mm szerokości w najszerszym miejscu, wypadającym na czwarty segment odwłoka. Boki ma prawie równoległe, dopiero za dziewiątym segmentem odwłoka zwęża się wyraźnie.
Głowa jest pomarańczowa z ciemniejszymi narządami gębowymi (aczkolwiek z jaśniejszymi głaszczkami szczękowymi), jasnopomarańczowymi czułkami i czterema parami czarnych oczek larwalnych. Ustawienie jej jest prognatyczne. Za oczkami leżą trzy pary szczecinek. Frontoklipeus pozbawiony jest guzków. Czułki są zbudowane z trzech członów, z których trzeci jest największy, a pozostałe zbliżonych rozmiarów. Nadustek ma parę krótkich szczecinek pośrodkowych, parę dłuższych szczecinek przy brzegach bocznych i parę jeszcze dłuższych szczecinek przyśrodkowych przy przedniej krawędzi. Poprzeczna warga górna ma prostą przednią krawędź. Na jej przednim i tylnym brzegu występuje po parze krótkich szczecinek przyśrodkowych i dłuższych szczecinek bocznych, a na jej powierzchni grzbietowej szereg dziesięciu szczecinek o zróżnicowanych rozmiarach. Nadgębie dysponuje listewkami i kolcami. Lewa żuwaczka ma pięć, a prawa trzy ząbki; obie są rozdwojone na wierzchołkach. Na prostekę składa się ponad dziesięć wyrostków, a na molę dziewięć szeregów guzków. Szczęki mają zaokrągloną malę z pędzlem grubych szczecinek w części odsiebnej oraz trójczłonowe głaszczki z członem końcowym o pojedynczym sensillum styloconicum, dziesięciu sensilla basiconica i bruździe na grzbietowej powierzchni. Wargę dolną cechuje prawie trójkątna bródka, zaokrąglony przedbródek z dużymi szczecinkami na przednim brzegu, niewielki dźwigacz głaszczków wargowych, a same głaszczki dwuczłonowe z czterema typami narządów zmysłowych na każdym członie.
Tułów jest pomarańczowobiały z pomarańczowymi sklerytami grzbietowymi. Przedtułów jest dłuższy, ale węższy niż śródtułów i zatułów. Na zajmującym większą część grzbietowej powierzchni przedtułowia przedpleczu gęsto wyrastają grube i krótkie szczecinki, podobnie jak na słabiej zesklerotyzowanych śródpleczu i zapleczu. Pomarańczowe przetchlinki umieszczone są na wzgórkach lub brodawkach po bokach śródtułowia i zatułowia, zaopatrzone w pojedynczą szczecinkę. Odnóża są pomarańczowawe, porośnięte szczecinkami, zbudowane z pięciu wyraźnie wyodrębnionych członów, z których trzeci jest największy, a piąty najmniejszy. Ostatni człon wieńczy pazurkowaty tarsungulus z dwoma szerokimi szczecinkami.
Odwłok buduje dziesięć segmentów. Ubarwienie ma pomarańczowobiałe z pomarańczowymi tergitami (oprócz białego dziesiątego) i pomarańczowymi przetchlinkami. Te ostatnie leżą na segmentach od pierwszego do ósmego i zbudowane są tak samo jak na tułowiu. Dziewiąty segment zaopatrzony jest w pregomfy i większe od nich, lekko zakrzywione, stopniowo ku szczytom zwężone urogomfy. Ostatni segment odwłoka jest okrągły, miękki i wyposażony w dwa sensilla campaniformia na przedniej krawędzi.

## Ekologia i biologia
Owad rozmieszczony od nizin po niższe góry. Jest głównie zoosaprofagiczny. Zarówno larwy, jak i postacie doskonałe żerują na suchej padlinie, najczęściej ptasiej,  oraz kościach i skórach. Ponadto postacie dorosłe w okresie wiosennym odwiedzają kwiaty głogów i śliwy tarniny.
Przy temperaturze około 25°C i wilgotności około 54% stadium jaja trwa nie dłużej niż 13 dni, rozwój larwalny zajmuje od 35 do 40 dni, a stadium poczwarki trwa od 8 do 10 dni.

## Rozprzestrzenienie
Gatunek palearktyczny. W Europie podawany jest z Portugalii, Hiszpanii, Francji, Niemiec, Szwajcarii, Austrii, Włoch, Danii, Szwecji, Norwegii, Estonii, Łotwy, Litwy, Polski, Czech, Słowacji, Węgier, Białorusi, Ukrainy, Mołdawii, Rumunii, Bułgarii, Słowenii, Chorwacji, Bośni i Hercegowiny, Czarnogóry, Serbii, Albanii, Macedonii Północnej, Grecji oraz europejskich części Rosji i Turcji. W Azji notowany jest m.in. z Cypru, syberyjskiej części Rosji, Gruzji, Tadżykistanu i Pakistanu. Ponadto znany jest z Madery i Wysp Kanaryjskich. Zawleczony został także do Ameryki Północnej i Południowej.